# Pseudoscabiosa
Pseudoscabiosa es un género de hierbas o arbustos perteneciente a la antigua familia Dipsacaceae ahora subfamilia de  Caprifoliaceae. Comprende 5 especies descritas.

## Taxonomía
El género fue descrito por Juan Antonio Devesa y publicado en Lagascalia 12(2): 218. 1984.  La especie tipo es: Pseudoscabiosa saxatilis (Cav.) Devesa

## Especies
- Pseudoscabiosa africana (Font Quer) Romo, Cirujano, Peris & Stübing
- Pseudoscabiosa diandra (Lag.) Greuter & Burdet
- Pseudoscabiosa grosii (Font Quer) Devesa
- Pseudoscabiosa limonifolia (Vahl) Devesa
- Pseudoscabiosa saxatilis (Cav.) Devesa